# Округ Нојштат на Валднабу
Округ Нојштат на Валднабу је округ на истоку немачке државе Баварска. Малим делом се граничи са Чешким Плзењским регионом.  
Површина округа је 1.427,67 km². Децембар 2018. имао је 94.352 становника. Има 38 насеља, а седиште управе је у граду Нојштат на Валднабу. 
Округ је формиран 1939. Кроз њега протичу реке Нааб, Валднаб  и Флос. 